# Odula
Odula (v originále Shelob) je fiktivní postava z románu Pána prstenů, vystupuje v knize Dvě věže. Má podobu obřího pavouka a žije na okraji Mordoru v průsmyku Cirith Ungol. Jediný, kdo se s ní přátelí, je Glum. Je to nejnebezpečnější stvůra Třetího věku.[zdroj?] Přestože je z podstaty zlá, nepodléhá Sauronovu vlivu. Je potomkem pavoučnice Ungolianty a je velmi stará.